# Józef Taborski
Józef Taborski (ur. 18 marca 1864, zm. 16 września 1941 w Bolechowicach) – polski architekt

## Życiorys
Zmarł w 1941 roku w Bolechowicach i został pochowany na tamtejszym cmentarzu parafialnym.

## Projekty
wpisane do rejestru zabytków:
- kamienica ul. Kalwaryjska 79 (1890–1893)

w gminnej ewidencji zabytków:
- kamienica ul. Jana Długosza11 (1891–1895)
- kamienica ul. Jana Długosza 7 (ok. 1890)
- kamienica ul. Jana Długosza 9 (1899)
- dom ul. Kalwaryjska 54 (1890)
- dom ul. Kalwaryjska 55 (1889)
- kamienica ul. Kalwaryjska 60 (1890)
- kamienica ul. Krasickiego Ignacego 6 (przed 1907)
- kamienica ul. Madalińskiego 12 (1914)
- dom ul. Rękawka 45 (1887)
- dom ul. Smolki/ Zamoyskiego Jana 41 (1890)
- kamienica ul. Targowa 3 (1899)
- dom ul. Węgierska 3 (1887–1889)
- kamienica ul. Zamoyskiego Jana 34 (1889–1900)
- kamienica ul. Zamoyskiego Jana 37 (1889)
- dom ul. Zamoyskiego Jana 43 (1889)
- dom ul. Zamoyskiego Jana 45 ( przed 1890)
- dom ul. Zamoyskiego Jana 52 (1888)
- dom pl. Bohaterów Getta 18 / Targowa 7 (1886)